# 斑點青眼魚
斑點青眼魚為輻鰭魚綱仙女魚目青眼魚亞目青眼魚科的一種，分布於東南大西洋南非海域，屬深海底棲性魚類，深度280-450公尺，體長可達20公分，棲息在大陸棚及大陸坡底層水域，生活習性不明。

## 擴展閱讀
維基物種上的相關：斑點青眼魚